# 横須賀市立衣笠小学校
横須賀市立衣笠小学校（よこすかしりつ きぬがさしょうがっこう）とは、神奈川県横須賀市小矢部2-16-1にある市立小学校。

## 沿革
1908年に南衣笠小学校と北衣笠小学校が合併し、現在の所在地に開校した。
- 1908年（明治41年） - 南衣笠小学校と北衣笠小学校を合併、衣笠村立尋常衣笠小学枚に改称。両校の跡地は分教場となる。
- 1910年（明治43年） - 高等科を併設し、尋常高等衣笠小学校に改称。
- 1912年（明治45年） - 南北仮分教場を廃校。
- 1923年（大正12年） - 衣笠尋常高等小学校に改称。
- 1928年（昭和3年） - 池上分教場を設置。
- 1933年（昭和8年） - 衣笠村が横須賀市に編入されたため、横須賀市立衣笠尋常高等小学枚に改称。
- 1934年（昭和9年） - 池上分教場が池上尋常小学校として独立。
- 1941年（昭和16年）4月1日 - 国民学校令により、横須賀市衣笠国民学校に改称。
- 1947年（昭和22年）4月1日 - 学制改革により現校名に改称。
- 1949年（昭和24年） - 横須賀市立公郷小学校が分離。
- 1959年（昭和34年） - 平作に分校を設置。
- 1962年（昭和37年） - 分校が横須賀市立城北小学校として独立。
- 1980年（昭和55年） - 横須賀市立岩戸小学校、横須賀市立森崎小学校、横須賀市立明浜小学校と共に横須賀市立大矢部小学校が分離。
- 2005年（平成17年） - 2学期制になる。

### 南衣笠小学校
- 1873年（明治6年） - 大矢部学舎として開校。
- 1876年（明治9年） - 大矢部学校に改称。
- 1891年（明治24年） - 尋常大矢部小学校に改称。
- 1896年（明治29年） - 尋常南衣笠小学校に改称。

### 北衣笠小学校
- 1873年（明治6年） - 金谷学舎として開校。
- 1876年（明治9年） - 金谷学校に改称。
- 1891年（明治24年） - 尋常金谷小学校に改称。
- 1896年（明治29年） - 尋常北衣笠小学校に改称。

## 通学区域
2014年度は以下の通りである。
- 衣笠栄町1丁目、2丁目
- 小矢部1丁目（10番～14番を除く）、2丁目、3丁目（16番～27番を除く）、4丁目
- 衣笠町

また、以下の地域は他校の通学区域であるが、通うことができる。
- 佐野町6丁目9～33番
- 公郷町2丁目7～11番
- 小矢部1丁目10～14番
- 山科台

## 進学先中学校
本校の通学区域の内、衣笠栄町と小矢部1丁目、2丁目、3丁目の一部、4丁目の一部がそれとなっているのは横須賀市立衣笠中学校、それ以外は横須賀市立大矢部中学校である。
小矢部町内会第14区は横須賀市立公郷中学校にも通うことができる。
また、公立学校選択制により、以下の学校を選択できる。
- 衣笠中学校が通学区域の地域
  - 横須賀市立公郷中学校
  - 横須賀市立池上中学校
  - 横須賀市立大矢部中学校
  - 横須賀市立坂本中学校
  - 横須賀市立不入斗中学校

- 大矢部中学校が通学区域の地域
  - 横須賀市立公郷中学校
  - 横須賀市立池上中学校
  - 横須賀市立衣笠中学校
  - 横須賀市立岩戸中学校
  - 横須賀市立久里浜中学校
  - 横須賀市立武山中学校
  - 横須賀市立大楠中学校

## 交通
- JR横須賀線衣笠駅より徒歩6分
- 京浜急行バス衣笠十字路バス停より徒歩2～4分